# Hamataliwa facilis
Hamataliwa facilis là một loài nhện trong họ Oxyopidae.
Loài này thuộc chi Hamataliwa. Hamataliwa facilis được Octavius Pickard-Cambridge miêu tả năm 1894.